# Ålderdomshemmet för blinda kvinnor

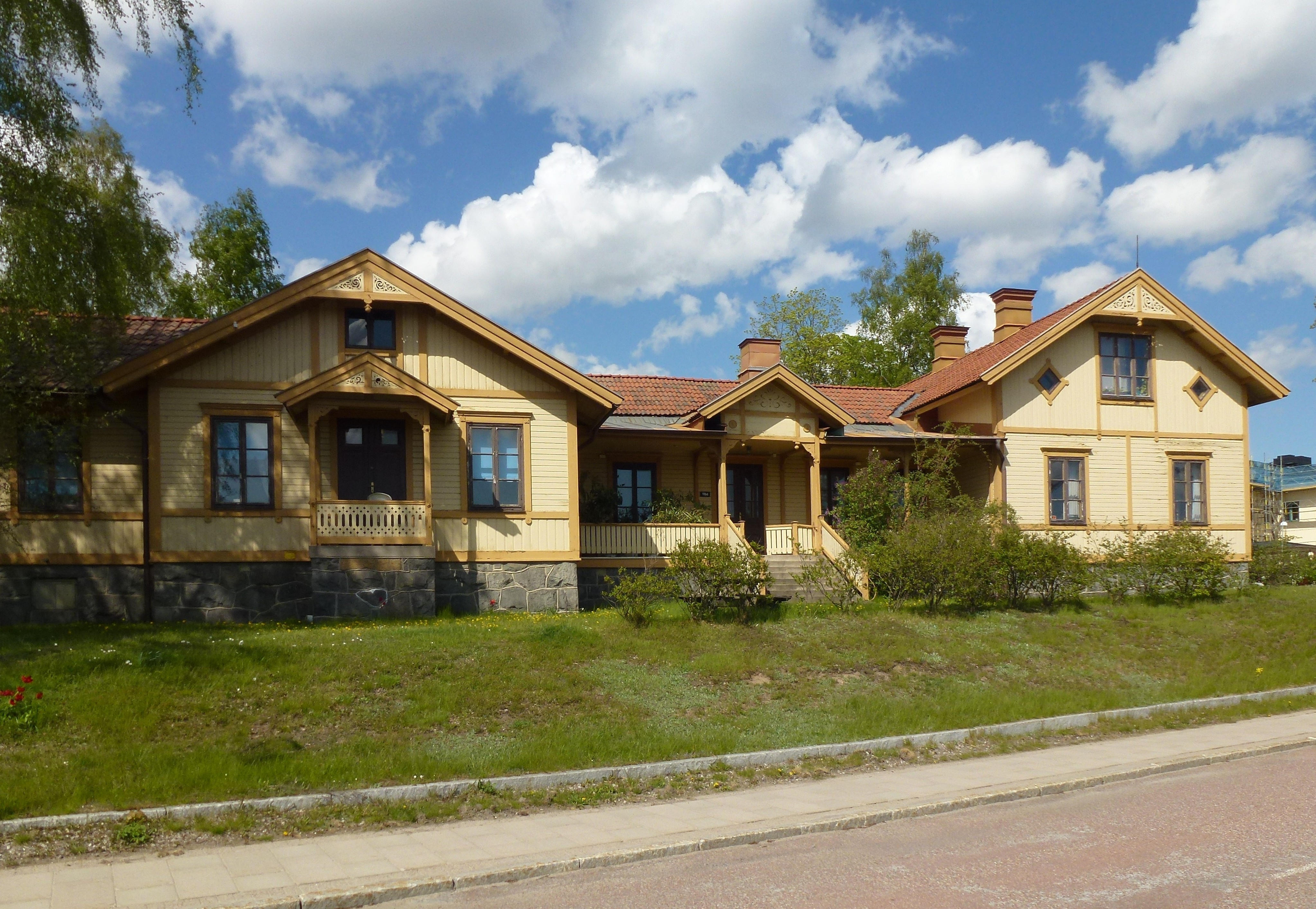
Före detta "Blindhemmet" i maj 2012.

Ålderdomshemmet för blinda kvinnor (även kallat Blindhemmet) var en verksamhet som kom till på initiativ av prinsessan Eugenie under 1800-talets slut. År 1974 lades verksamheten ned och Karolinska sjukhuset övertog byggnaderna. Dessa finns kvar på sjukhusområdet strax sydväst om Eugeniahemmet i Solna kommun. Blindhemmet representerade en nu svunnen vårdform som i brist på samhälleliga resurser helt byggde på privata och ideella insatser.

## Historik
År 1887 bildades en förening vars syfte var att inrätta ett ålderdomshem för medellösa blinda kvinnor. Initiativtagare var prinsessan Eugenia och hon lyckades få en tomt upplåten strax intill Eugeniahemmet. I december 1888 stod de första trähusen färdiga som kunde ta emot sex blinda kvinnor.  De blinda fick lära sig läsa blindskrift och undervisades i slöjd. Snart räckte platserna inte till och huset byggdes till i omgångar. Det blev totalt tre byggnader i en tidstypisk träarkitektur med lövsågerier och utsnidade konsoler samt dekorativt utformade fönster- och dörrfoder. Entreprenör var Ekmans snickeri i Sundbyberg. Verksamheten hade religiösa förtecken med bibelläsning, psalmsång och bön. Många bibelcitat med associationer till ljus och mörker är uppsatta på väggarna i de gemensamma rummen.
Ålderdomshemmet för blinda kvinnor hölls igång enbart genom donationer och fram till 1930-talet hade hemmet en god ekonomi. Därefter sinade penningflödet och 1950 fick Stockholms stadsmission träda in som ekonomisk garant och man fick också bidrag från staten. År 1974 lades verksamheten slutligen ned, då övertog Karolinska sjukhuset byggnaderna och använde dem som lagerlokaler. Hemmet rustades upp 1984 och fick också tillbaka sin ursprungliga färgsättning. Idag används byggnaderna bland annat som personallokal. 
Blindhemmets kulturhistoriska värde har av Stockholms byggnadsantikvarier bedömts motsvara fordringarna för byggnadsminne och representerar enligt Solna kommun ett "omistligt kulturhistoriskt värde".